# Sistema de càmeres 3D Fusion
El sistema de càmeres 3D Fusion (Fusion Camera System o també conegut com a Reality Camera System) és un sistema de càmeres digitals de pel·lícula desenvolupat per James Cameron i Vince Pace (Cameron Pace Group). Va ser desenvolupat com una manera de d'enregistrar pel·lícules en 3D. El Fusion Camera System va utilitzar primer les càmeres HDC-F950 i, més tard, les càmeres HDC-1500 HD de Sony quan van estar disponibles. Les càmeres estan equipades amb lents Fujinon de Fujifilm.

## Antecedents
Encara que la tecnologia 3D sigui considerablement complicada i es consideri un luxe modern, realment, la imatge 3D ha estat present des de 1838.

### Estereoscopi

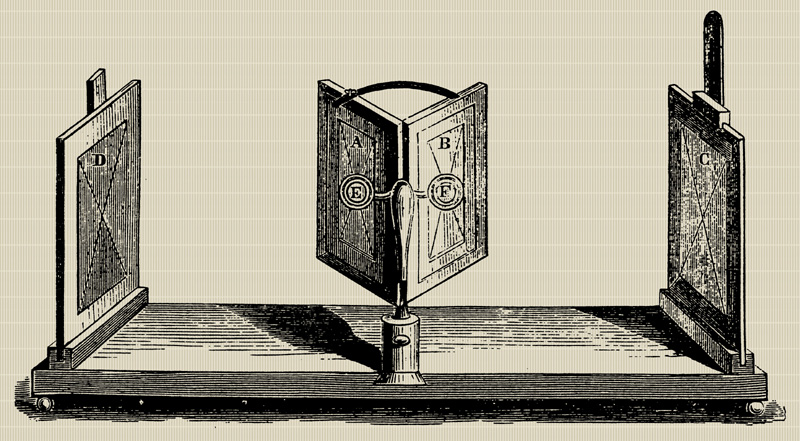
Estereoscopi, Charles Wheatstone, sXIX

Totes les imatges 3D sorgeixen a partir del primer estereoscopi construït per Charles Wheatstone el 1838. Aquest usava un parell de miralls posicionats en un angle de 45 graus respecte als ulls dels usuaris, cada un reflectint una imatge situada a un costat. Va demostrar la importància de la percepció de la profunditat binocular en mostrar que quan es presenten dues imatges que simulen la vista dels ulls esquerre i dreta del mateix objecte, de manera que cada ull només veu la imatge dissenyada per a ell, el cervell fusionarà les dues i les acceptarà com a vista d'un objecte tridimensional sòlid. El resultat són dues imatges bidimensionals ajuntades al cervell formant la percepció d'una profunditat tridimensional. L'estereoscopi de Wheatstone es va inventar un any abans que lels processos fotogràfics estiguessin disponibles, així que s'usaven dibuixos.

### Estereoscopi lenticular

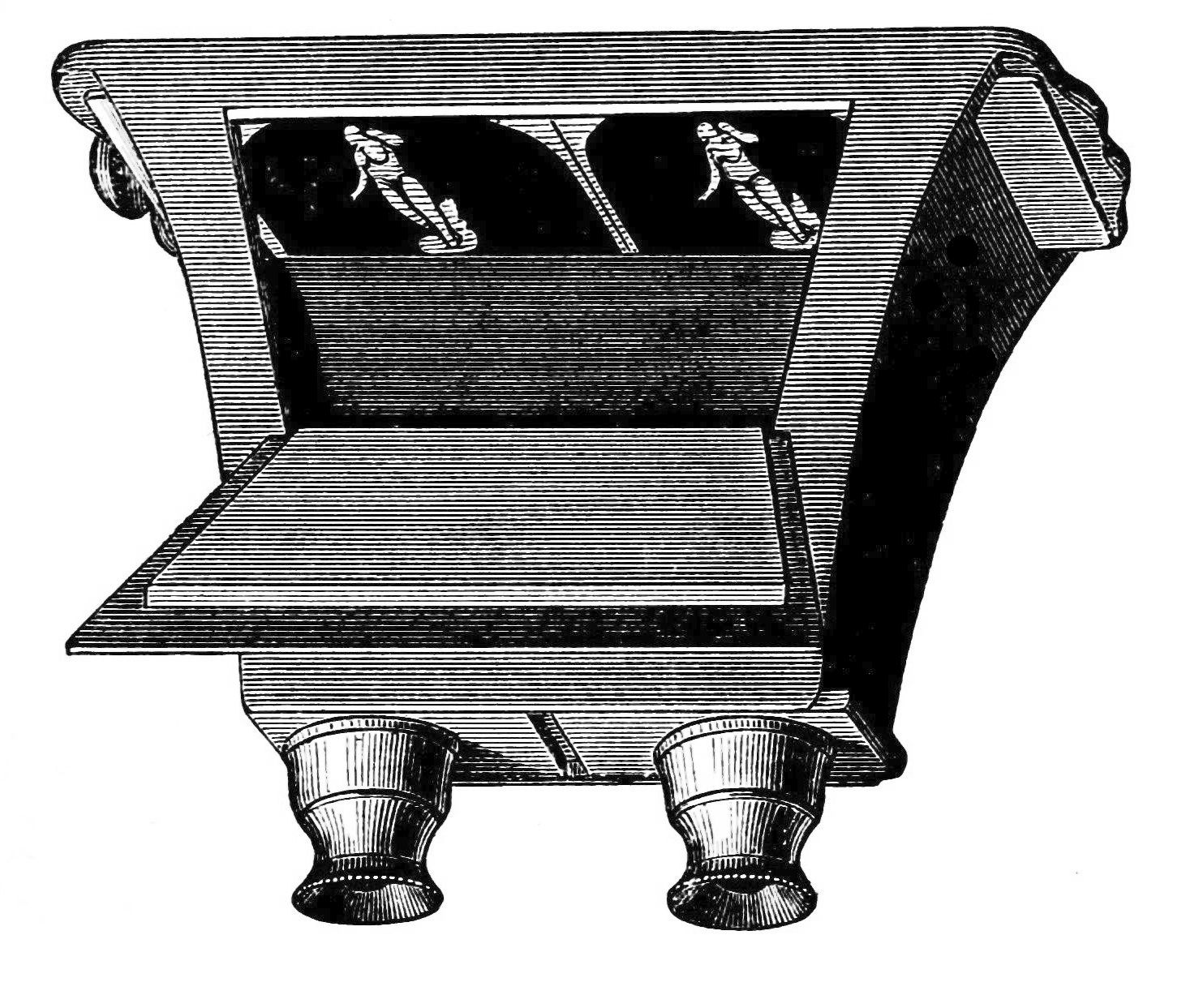
Estereoscopi lenticular de Brewster. 1849.

A partir de l'estereoscopi de Wheatstone, David Brewster, el 1849, va desenvolupar la seva pròpia versió anomenada estereoscopi lenticular. La contribució personal de Brewster va ser usar lents per a unir les diferents imatges. Aquesta aportació va permetre la reducció de la mida, permetent la creació de dispositius portables, que van ser coneguts com a Estereosopis Brewster.
L'estereoscopi lenticular funcionava pràcticament igual que l'estereoscopi de Wheatstone. El funcionament es basava en dues imatges d'un objecte capturades des de punts ficats a una distància de 6'35 cm entre si (mes o menys la distància entre les pupil·les dels ulls). Les dues imatges es ficaven una al costat de l'altra en una carta i es miraven a través de les lents que dirigien la mirada de cada ull cap a la imatge corresponent, lo qual causava que el cervell percebés les dues imatges com una de sola amb profunditat.
Quasi d'un dia per l'altre, la industria del 3D es va desenvolupar, i es van produir 250.000 estereoscopis. Un gran nombre d'imatges i cartes estereoscòpiques es van vendre en molt poc temps. Es van enviar als estereògrafs per tot el món a capturar imatges per al nou mitjà i satsifer la demanda d'imatges 3D.

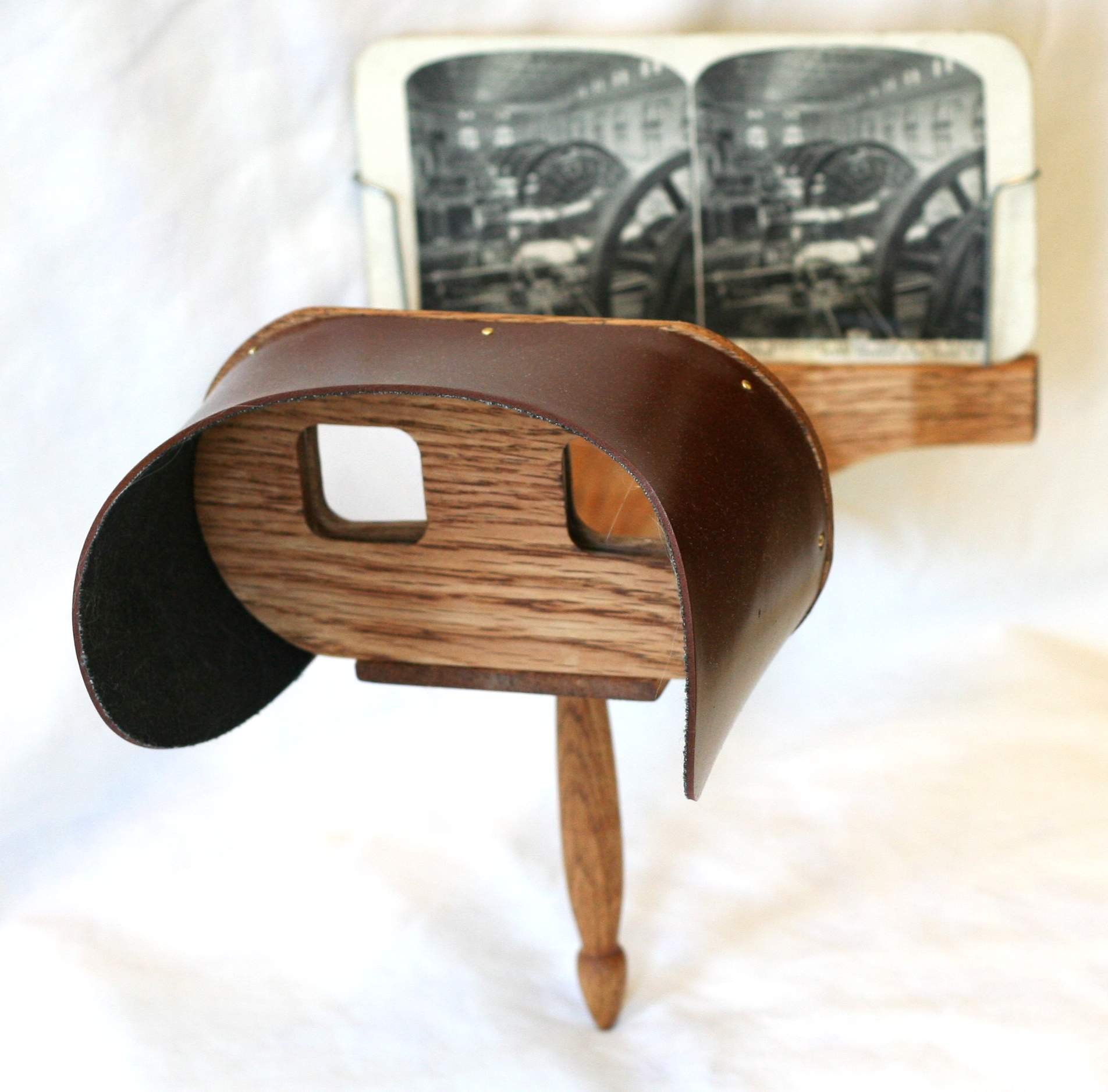
Estereoscopi de Holmes. 1861. Molt popular durant el s. XIX.

Aquests estereoscopis van ser molt admirats per la reina Victòria quan els va descobrir en la Gran Exposició del 1851, i van esdevenir l'entreteniment de la burgesia, fins a l'aparició del cinema i la ràdio, que va deixar a l'estereoscopi com a joc d'infants.

### Estereoscopi de Holmes
El 1861, Oliver Wendell Holmes, insatisfet amb l'estereoscopi tradicional de Brewster en forma de caixa, en va crear un de nou, amb un disseny més lleuger i barat que va estar en producció (quasi sense canvis) fins al 1939. Aquest es va anomenar "L'estereoscopi de mercuri". Aquest estereoscopi tenia un disseny extremadament senzill. Estava format per un llistó gran de fusta, cobert per un barnís incolor, sobre el qual es movia la bara que aguantava les fotografies. El llistó estava unit al visor, que constava d'una visera d'alumini i les vores recobertes de vellut granat. Les lents estaven muntades en marcs rodons d'alumini, unidea a un escut ovalat de fusta.
L'estereoscopi de Holmes va esdevenir el més popular durant el segle xix.

### Càmera de cine estèreo
Entre el 1834 i el 1895 es van inventar i perfeccionar diversos aparells que van contribuir i formar part del desenvolupament del cinema. Entre aquests es troba la càmera de cine estèreo, inventada per William Freese-Greene el 1890. El mateix any, Federick Varley, que estava treballant amb ell, va patentar un disseny similar, i el 1893 Freese-Greene va patentar la mateixa però amb diverses millores. Aquesta consistia en una càmera de dues lents que podia produir dues fotografies estereoscòpiques en ordre seqüencial. Usava pel·lícula de cel·luloide Eastman de 17 cm d'amplada i amb un màxim de 5 exposicions per segon. Aquesta baixa frequüència d'exposició va limitar severament la qualitat de la imatge en moviment. Contenia moltes de les característiques de les càmeres de cinema, però no era capaç de capturar imatges a suficient velocitat per a poder crear la sensació de moviment.

### "The power of love"
The power of love (1922) va ser la primera pel·lícula 3D que es va projectar usant imatges anaglífiques. El format anaglífic funciona de forma molt similar a l'estereoscòpic. La pel·lícula es va projectar al Ambassador Hotel Theatre de Los Angeles el 27 de setembre de 1922. El productor de cinema Harry K. Fairall i el cinematògraf Robert F. Elder van produir l'equip de doble-càmera i doble-projector Fairall-Elder i van projectar la pel·lícula de dues bandes en format anaglífic verd i vermell. El format anaglífic consisteix en el fet que dues imatges de la mateixa escena es pinten, una amb vermell i l'altra amb verd o blau, i després s'ajunten en la pantalla. Aquestes imatges es veuen a través d'unes ulleres anaglífiques que permeten veure a cada ull solament un dels colors. Això fa que el cervell de l'espectador ajunti les dues imatges i resulti en una imatge tridimensional. Aquest format va fer de The power of love la primera pel·lícula en projectar-se a dues bandes i la primera en usar ulleres anaglífiques.
La versió 3D de la pel·lícula no va tenir gaire èxit, només es va projectar una vegada per als exhibidors i la prensa; i la pel·lícula es considera perduda.

## Invenció i funcionament
El Fusion Camera System va ser creat i inventat per James Cameron i Vince Pace, que després van seguir treballant junts en el Cameron Pace Group (CPG), una empresa que es dedica a crear i innovar en tecnologies, productes, eines i solucions en el camp de la tecnologia 3D.
La idea del sistema de càmeres 3D Fusion sorgeix de la voluntat de James Cameron de crear un sistema per a poder realitzar la pel·lícula Avatar tal com l'havia concebut. Cameron i Pace van estar 10 anys treballant en la invenció d'aquest sistema i en com aplicar-lo a la filmació. Els sistemes anteriors requerien de l'ús de dues càmeres perquè es sabia que el cervell processa informacions separades des de cada ull, i se n'intentava imitar els processos. Els investigadors van veure que quan una persona mira una producció 3D, el seu cervell està processant informació de forma simultània: una part del cervell processa el moviment de la imatge mentre l'altra processa el què està passant realment en la imatge. Cameron i Pace van agafar aquest coneixement i van crear un sistema que pogués posar diferents components en un a mateixa imatge completa.
En comptes d'usar dues càmeres separades, el sistema de càmeres 3D Fusion aconsegueix que una sola càmera sigui capaç de processar múltiples aspectes a la vegada. Aquesta nova càmera 3D crea una visió de realitat augmentada mentre es filma (per a que el director pugui veure el que s'està gravant de la forma més propera a com es veurà en el resultat final) intuint la seva posició en un escenari de captura de moviment, i integrant els actors en viu en els diferents ambients al visor.
El funcionament del Fusion Camera System està basat en una innovadora plataforma basada en el moviment: el sistema CAMNET de CPG. Aquest sistema es tracta d'una xarxa de dispositius distribuïts que treballen de forma coordinada. Hi ha una "comunicació" entre tots els elements del funcionament 3D: sistemes de càmeres, dispositius de gravació i reproducció de vídeo, i una alta gamma d'equips propietat de CPG, incloent la pissarra CAMNET, el processador d'imatges estèreo SRX, el corrector de color CRX i molts més. El sistema CAMNET integra en un dispositiu tots els components usats en el flux de treball 3D, cosa que no s'havia aconseguit mai. El sistema aconsegueix fusionar les imatges de la dreta i l'esquerra de la mateixa manera que el sistema visual humà, lo qual crea una experiència visual només trobada en la realitat. Això es realitza a partir de la fusió de dues càmeres Sony HDC-F950 HD col·locades a 6'35 cm entre si, així imitant la visió estereoscòpica dels ulls humans. Però per a fer això, van haver de separar les lents dels seus cossos d'enregistrament de vídeo HD. Després van haver de conseguir que la càmera actués com ho fan els ulls humans, permetent que pogués enfocar a diferents objectes a distàncies diferents. Això resulta en que les lents de la càmera canvien els seus angles quan segueix l'enfocament d'un objecte que s'apropa o s'allunya. D'aquesta manera s'aconsegueix que la càmera enregistri totalment en tres dimensions i que els ulls de l'espectador no hagin de fer cap esforç extra i que, llavors, aquest es pugui concentrar en l'acció i la història de la pel·lícula.
La utilització del CAMNET permet un procés de filmació molt més suau i cohesionat del que havia sigut possible amb anteriors sistemes 3D. Això permet als directors un procés d'edició molt més precís ja que tots els components del vídeo ja han estat combinats durant la gravació. L'ús del CAMNET en el sistema Fusion permet reduir el procés d'edició a la meitat i proporciona una qualitat de la pel·lícula major.

## Impacte i usos
El live-action d'Avatar es va fer amb el sistema de càmeres Fusion 3D. Aquest sistema es va utilitzar primer a "Ghosts of Abyss", una pel·lícula en IMAX 3D de Cameron. El sistema es pot utilitzar amb una gran varietat de càmeres de cinema digitals.
Fusion s'ha utilitzat en pel·lícules live-action com “La destinació final” i pel·lícules de concerts de Miley Cyrus i els Jonas Brothers. Aquelles pel·lícules es van beneficiar del treball que ja s'havia realitzat en el procés de preparació el sistema de càmeres per a la desafiant producció d'Avatar.
Vegeu aquí una taula de totes les pel·lícules que han utilitzat el sistema de càmeres 3D Fusion:
| Pel·lícula                                  | Data de publicació     | Notes                                                                                            |
| ------------------------------------------- | ---------------------- | ------------------------------------------------------------------------------------------------ |
| U2 3D                                       | 22 de febrer de 2008   | També es va publicar en IMAX 3D                                                                  |
| Viatge al centre de la Terra                | 11 de juliol de 2008   |                                                                                                  |
| Jonas Brothers: The 3D Concert Experience   | 27 de febrer de 2009   | També es va publicar en IMAX 3D.                                                                 |
| The final destination                       | 28 d'agost de 2009     |                                                                                                  |
| Avatar                                      | 18 de desembre de 2009 | Llançat a IMAX 3D i reeditat a IMAX 3D el 2010.                                                  |
| Step up 3D                                  | 6 d'agost de 2010      |                                                                                                  |
| Resident Evil: Afterlife                    | 10 de setembre de 2010 | També es va publicar en Digital IMAX 3D.                                                         |
| Iogui                                       | 17 de desembre de 2010 |                                                                                                  |
| Tron: Llegat                                | 17 de desembre de 2010 | S'han proporcionat 40 minuts en 1,78: 1 Ràtio d'aspecte en versions IMAX 3D i en versió de llar. |
| Sanctum                                     | 4 de febrer de 2011    | També es va publicar en Digital IMAX 3D.                                                         |
| Pirates of the Caribbean: On Stranger Tides | 20 de maig de 2011     | També es va publicar en IMAX 3D.                                                                 |
| Transformers: Dark of the Moon              | 29 de juny de 2011     | També es va publicar en IMAX 3D.                                                                 |
| Final destination 5                         | 12 d'agost de 2011     | També es va publicar en Digital IMAX 3D.                                                         |
| Spy Kids: Tot el temps del món              | 19 d'agost de 2011     |                                                                                                  |
| Shark night 3D                              | 2 de setembre de 2011  |                                                                                                  |
| Hugo                                        | 23 de novembre de 2011 |                                                                                                  |
| Viatge 2: L'illa misteriosa                 | 10 de febrer de 2012   | També es va publicar en IMAX 3D.                                                                 |
| La vida de Pi                               | 21 de novembre de 2012 | També es va publicar en IMAX 3D.                                                                 |
| Cirque du Soleil: mons llunyans             | 21 de desembre de 2012 |                                                                                                  |
| Caminant amb Dinosaures                     | 20 de desembre de 2013 |                                                                                                  |
| 47 Ronin                                    | 25 de desembre de 2013 |                                                                                                  |
| 2.0                                         | 29 de novembre de 2018 |                                                                                                  |
| Alita: Battle Angel                         | 14 de febrer de 2019   | També es va publicar en IMAX 3D.                                                                 |